# Ceraphron robustus
Ceraphron robustus är en stekelart som först beskrevs av Fouts 1935.  Ceraphron robustus ingår i släktet Ceraphron och familjen pysslingsteklar. Inga underarter finns listade i Catalogue of Life.